# Orthosia flavescens
Orthosia flavescens là một loài bướm đêm trong họ Noctuidae.